# آربا

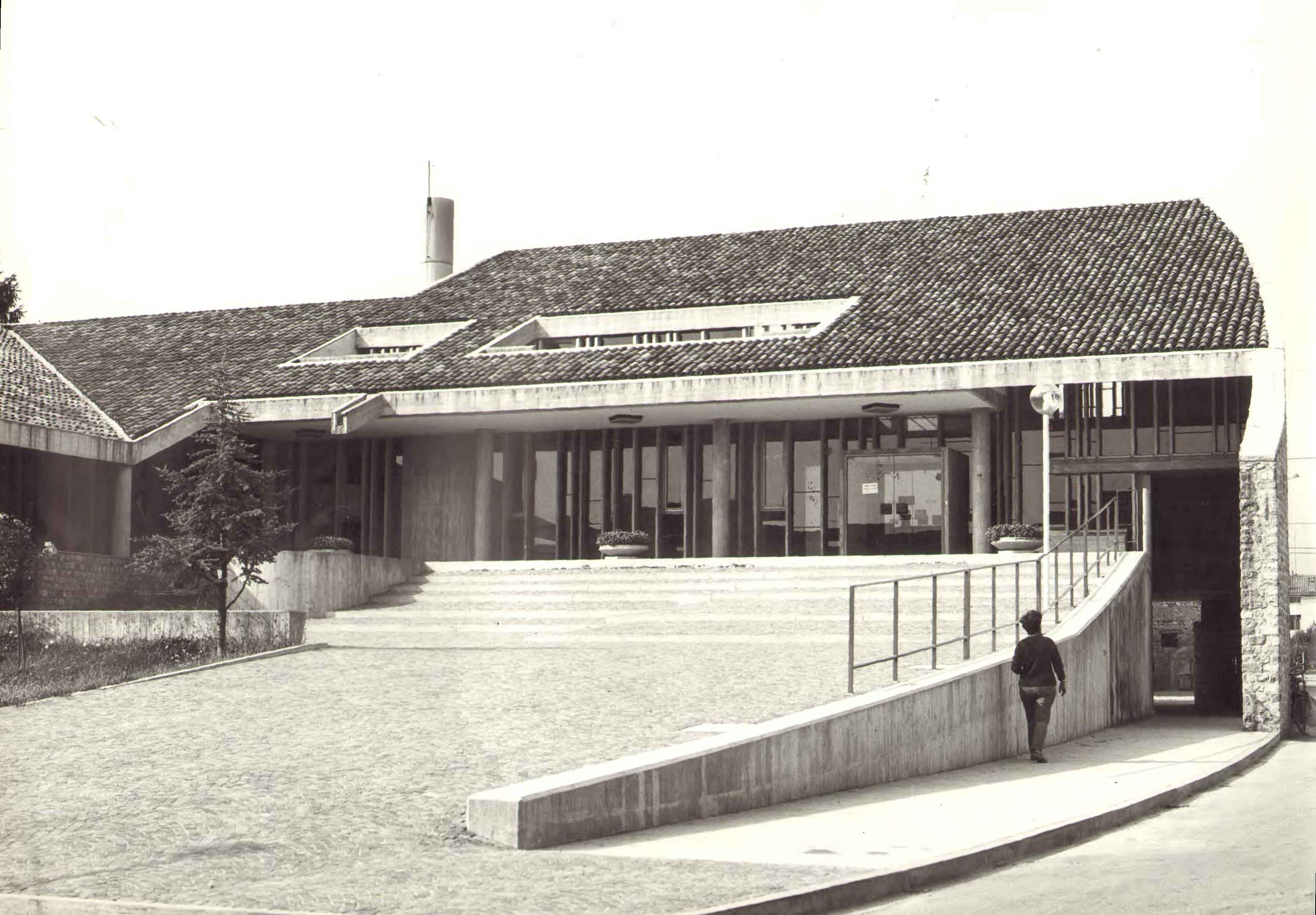
تصویری مرتبط با آربا

آربا (به ایتالیایی: Arba) یک کومونه در ایتالیا است که در استان پوردنونه واقع شده‌است.

## خصوصیات
آربا ۱۴٫۸ کیلومترمربع مساحت و ۱٬۲۸۲ نفر جمعیت دارد و ۲۱۰ متر بالاتر از سطح دریا واقع شده‌است.